# Lalitpur (Indie)
Lalitpur (hindi ललितपुर) – miasto w północnych Indiach w stanie Uttar Pradesh, na Nizinie Hindustańskiej.
Populacja miasta w 2001 roku wynosiła 111 810 mieszkańców.